# Presidenti della Provincia di Rovigo
Elenco dei presidenti dell'amministrazione provinciale di Rovigo.

## Italia repubblicana (dal 1946)

### Presidenti della Provincia (dal 1951)

#### Eletti dal Consiglio provinciale (1951-1995)
| N° | N° | Ritratto | Nome                        | Mandato       | Mandato       | Partito                     | Elezione |
| N° | N° | Ritratto | Nome                        | Inizio        | Fine          | Partito                     | Elezione |
| -- | -- | -------- | --------------------------- | ------------- | ------------- | --------------------------- | -------- |
|    |    |          | Alfredo De Polzer           | 1951          | 1961          | Partito Comunista Italiano  |          |
|    |    |          | Francesco Guindani          | 1961          | 1969          | Democrazia Cristiana        |          |
|    |    |          | Armando Giolo               | 1969          | 1969          |                             |          |
|    |    |          | Valentino Lodo              | 1975          | 1976          | Partito Comunista Italiano  |          |
|    |    |          | (Commissario straordinario) | 1976          | 1977          |                             |          |
|    |    |          | Valentino Lodo              | 1977          | 1980          | Partito Comunista Italiano  |          |
|    |    |          | Giorgio Nonnato             | 1980          | 1989          | Partito Socialista Italiano |          |
|    |    |          | Riccardo Monesi             | 1989          | 1991          | Partito Socialista Italiano |          |
|    |    |          | Alberto Brigo               | 4 maggio 1991 | 8 maggio 1995 | Democrazia Cristiana        |          |

#### Eletti direttamente dai cittadini (1995-2014)
| N°             | N°             | Ritratto | Nome                                            | Mandato        | Mandato         | Partito                                 | Elezione |
| N°             | N°             | Ritratto | Nome                                            | Inizio         | Fine            | Partito                                 | Elezione |
| -------------- | -------------- | -------- | ----------------------------------------------- | -------------- | --------------- | --------------------------------------- | -------- |
|                |                |          | Alberto Brigo                                   | 8 maggio 1995  | 29 marzo 1999   | Partito Popolare Italiano               | 1995     |
|                |                |          | Francesco Guagliata (Commissario straordinario) | 29 marzo 1999  | 1º luglio 1999  | —                                       | —        |
|                |                |          | Federico Saccardin                              | 1º luglio 1999 | 14 giugno 2004  | Partito Popolare Italiano La Margherita | 1999     |
| 14 giugno 2004 | 26 giugno 2009 | 2004     | Federico Saccardin                              |                |                 | Partito Popolare Italiano La Margherita |          |
|                |                |          | Tiziana Virgili                                 | 26 giugno 2009 | 14 ottobre 2014 | Partito Democratico                     | 2009     |

#### Eletti dai sindaci e consiglieri della provincia (dal 2014)
| N° | N° | Ritratto | Nome             | Mandato          | Mandato          | Partito                       | Elezione |
| N° | N° | Ritratto | Nome             | Inizio           | Fine             | Partito                       | Elezione |
| -- | -- | -------- | ---------------- | ---------------- | ---------------- | ----------------------------- | -------- |
|    |    |          | Marco Trombini   | 14 ottobre 2014  | 31 ottobre 2018  | Forza Italia                  | 2014     |
|    |    |          | Ivan Dall'Ara    | 31 ottobre 2018  | 19 dicembre 2021 | Indipendente di centro-destra | 2018     |
|    |    |          | Enrico Ferrarese | 19 dicembre 2021 | in carica        | Indipendente di centro-destra | 2021     |